# Боровки (Барановичи)
Боровки — (бел. Бараўкі) новый микрорайон на юго-западе города Барановичи (Беларусь).
В 2005 году в городе Барановичи началось строительство нового района Юго-запад, впоследствии переименованного весной 2008 года Боровки. В 2013 году микрорайон насчитывал 40 многоквартирных, а уже в конце 2015 63 многоквартирных девятиэтажных домов, расположенных: на улице 50 лет БССР (дома № 70, 72, 74, 76, 78, 78а, 78б,80,80/1,82, 82а,84,) , Павлюка Багрима (дома № 3, 5, 7, 9, 11, 11/1, 11/2,13,15,17,19,21,23,23/1), Франциска Скорины(дома № 2,3,4,5,6,7,7а,9,15,17) Ивана Андреева (дома 2,3,4,6), Игната Домейко (дома 3,5,7,9,11,13,13а,13/1,19,21,25),
Марфицкого и Журавлевича (дома № 4,4а,8,8а,12)

## Хронология строительства
- 2005 год — начало строительство нового района Юго-запад,
- 2008 год — переименование в район Боровки на основании решения Барановичского городского Совета депутатов № 58 от 26.06.2008 «О наименовании микрорайона Юго-Запад и улиц микрорайона»
- 2009 год — микрорайон насчитывает 15 многоквартирных девятиэтажных домов.
- 2010 год — микрорайон насчитывает 20 многоквартирных девятиэтажных домов, в микрорайоне проживает около 4000 человек.
- 2011 год — начато строительство первого в микрорайоне магазина.
- 28 апреля 2011 года открыт продуктовый магазин «АВОСЬКА»
- 23 марта 2012 года продуктовый магазин «Авоська» закрыт, и снова жители микрорайона Юго-запад оказались, как люди на болоте.
- 2012 май началось строительство детского сада.
- 6 июня 2012 года в районе открылся магазин «Евроопт» (формат Х), сети магазинов «Евроопт»
- 16 ноября 2012 года в микрорайоне открылся универсам «АЛМИ» (формат универсам), сети магазинов «АЛМИ»
- 2012 декабрь в районе насчитывается более 3000 квартир.
- 2012 год в микрорайоне проживает примерно 10.000 человек.
- 2012 год началось строительство второй очереди микрорайона Боровки (Юго- запад)
- 2012 год в микрорайоне действуют 5 улиц: Франциска Скорины, Игната Домейко, Павлюка Багрима, 50 лет БССР, Ивана Андреева
- 2012 год одновременно в районе строится 1 продуктовый магазин с торговым центром Белкоопсоюз и 1 супермаркет с торговыми площадями Евроопт.
- 2013 год в микрорайоне появился первый обменный пункт ЗАО «ИдеяБанк», который принимает различные платежи от населения.
- 2013 год сентябрь открылся магазин формат универсам «Родны кут» Белкоопсоюз.
- 2013 год сентябрь открылся первый детский ясли-сад № 8.
- 2013 год сентябрь началась проектировка школы в микрорайоне.
- 2013 год сентябрь микрорайон насчитывает более 12.000 человек.
- 2013 год декабрь планируется открыть продуктовый магазин сети «Златка» и продуктовый магазин (формат ++) сети «Евроопт»
- 2013 год декабрь открыт новый продуктовый магазин сети «Златка»
- 2014 год январь микрорайон насчитывает около 13.000 человек.
- 2014 год январь открыт магазин косметики и бытовой химии «Дро’гери»
- 2014 год февраль открыт магазин «Евроопт»
- 2014 год март магазин «Златка» закрыт, а вместе с ним и магазин «Дрогери», на их месте открыты мебельные павильоны.
- 2014 год сентябрь в микрорайоне появилось маршрутное такси соединяющее Боровки и ЖД вокзал «Поллеский»
- 2014 год сентябрь изменилось направление движения автобусного маршрута № 28 ,теперь он ходит по маршруту «СПАБ- ул. Андреева — пр-т Скорины — ул Багрима- мол.комб …», что чтало первым автобусом заходящим в боровки — 2 .
- 2014 год 25 декабря открыто временное(в качестве эксперимента) курсирование автобусного маршрута № 30 который связывает мкр. Тексер — Ц.Рынок (по выходным дням)

На сегодняшний день дома в Боровках преимущественно кирпичные, но есть и блочные, и панельные. В перспективе планируется, что застройка района будет вестись преимущественно за счёт строительства домов новых серий крупнопанельного или, проще говоря, блочного домостроения. Это позволит снизить стоимость жилья, увеличить темпы строительства и сократить сроки ожидания в очереди на получение жилья для нуждающихся в улучшении жилищных условий. Уже сейчас в черте города Барановичи практически все территориальные резервы для массовой застройки многоквартирных домов уже исчерпаны. Логично предположить, что большая часть жилищно-строительные потребительские кооперативы (ЖПК) для нуждающихся в улучшении жилищных условий в ближайшие годы будет формироваться именно для строительства домов в новом районе Боровки (Юго-запад), в частности микрорайоне Боровки-1.
До 2015 года планируется завершить строительство микрорайона Боровки-1, где будет построено около 150 тысяч квадратных метров жилья. В микрорайоне Боровки-1 предусмотрено строительство детских дошкольных учреждений (2 детских садов), общеобразовательной школы, медицинских учреждений (детской и взрослой поликлиники, стоматологической поликлиники, женской консультации, аптеки), продовольственных и непродовольственных магазинов, паркинга и других объектов социальной инфраструктуры. Предусматривается закладка нового парка площадью около 7 гектаров с устройством спортивной зоны и строительством физкультурно-оздоровительного комплекса.

## Территориальные границы и улицы
Впоследствии границами района Боровки (Юго-запад) станут: на северо-востоке — улица Чернышевского, на востоке — улица 50 лет БССР, на юге — продолжение улицы 50 лет ВЛКСМ, на западе — свободные территории параллельно восточной границе территории комплекса очистных сооружений, далее — вдоль улицы Профессиональной.
Улицы: Франциска Скорины, Игната Домейко, Павлюка Багрима, 50 лет БССР, Ивана Андреева, Арсения Никитина, Александра Волошина.
Улица Марфицкого и Журавлевича.

## Транспорт и перспективы развития
В начале своего основания район был практически отрезан от остальной части Барановичей. Сейчас Боровки имеют нормальную транспортную связь с другими частями города за счёт 6 автобусных маршрутов (маршруты № 2, 4, 15, 18, 28, 29,30)
С 3 сентября 2012 года начал курсировать новый маршрут 29 (СПАБ — ул. Красноармейская), с 25.12.2014 маршрут 30 (Тексер- Ц.Рынок). Ранее упоминалось о планах строительства и троллейбусной сети с троллейбусным парком в районе улицы Бадака, однако, на сегодняшний день очень трудно сказать будет ли этот проект реализован.
С 1 сентября 2014 года в районе начала курсировать маршрутка «Боровки — ЖД вокзал Поллеский»
Район имеет хорошие перспективы в плане развития дорожной сети. Планируется расширение уже существующей улицы 50 лет БССР возле молочного комбината за счёт сноса домов частного сектора. Создание транспортных магистралей, которые свяжут Боровки напрямую с улицей Брестской и с восточным микрорайоном в обход центра города Барановичи. Это в значительной степени позволит избежать автомобильных пробок в будущем.
Осуществление всего запланированного, как и любого грандиозного строительного проекта, зависит от своевременного финансирования. После застройки территории микрорайона Боровки-1 будут осваиваться территории для дальнейшего строительства микрорайонов Боровки-2,3,4. При этом застройка будет вестись не только многоквартирными домами, но и домами усадебного типа вдоль границ района Боровки. После полной застройки отведенной территории планируется, что в районе Боровки будет проживать около 15.000-20.000 человек, для которых будет построено 4 детских сада, 2 общеобразовательных школы, гипермаркет, церковь, парк и другая развитая инфраструктура. Затем строительство многоквартирных жилых домов и домов усадебного типа будет уже вестись в районе улицы Парковой с возведением района Дубово, но это очень далёкая перспектива, как и строительство микрорайона Северный-2.
Первый в микрорайоне магазин открылся 28 апреля 2011 года